# System celny
System celny – pojęcie systemu celnego jest bardzo złożonym, wielowymiarowym niehomogenicznym obiektem. Pierwszym elementem omawianej kategorii jest termin system, tzn. skoordynowany wewnętrznie i wykazujący określoną strukturę układ elementów wewnętrznie spójnych, który jest oddzielony od całości świata materialnego i niematerialnego – granicą, posiada powiązania z otoczeniem, na rzecz którego oraz w ramach którego działa będący uporządkowaną logiczną całością. Drugą składnią omawianej kategorii jest słowo „celny” jest on pochodną rzeczownika „cło”.
Z założeń podejścia systemowego oraz z etymologiczno-semantycznego punktu widzenia system celny ma następujące konotacje:
- System celny jako polityka – stanowi zbiór poglądów, wizji oraz idei które są związane z taryfami celnymi oraz administracją celną.

- System celny jako granica – stanowi układ instytucji oddzielających obszar celny od otoczenia. Systemy celne mogą być autarkiczne, liberalne lub mieszane to zależy od poglądów które w danym czasie funkcjonują.

- System celny jako bariera – stanowi pewne ograniczenia dla podaży oraz popytu.

- System celny jako prawo – stanowi zbiór norm prawa regulujących funkcjonowanie oraz działanie podmiotów publicznych oraz rynkowych, które są związane pośrednio lub bezpośrednio z polityką celną.

- System celny jako organizacja – stanowi sieć organów administracji publicznej którym państwo wyznaczyło funkcje oraz zadania ich kluczowym składnikiem jest kapitał niematerialny celnictwa.

- System celny jako technologia – stanowi rozwiązania informatyczno-techniczne które składają się na tzw. kapitał materialny systemu celnego państwa[3].